# Diócesis de Viborg (antigua)
La diócesis de Viborg (en latín: Dioecesis Vibergensis y en danés: Viborg Stift) fue una circunscripción eclesiástica de la Iglesia católica en Dinamarca. Fue suplantada por una superintendencia luterana el 2 de septiembre de 1537 por decisión del rey de Dinamarca y Noruega y quedó suprimida de hecho al fallecer su último obispo católico en 1547. Se trataba de una diócesis latina, sufragánea de la arquidiócesis de Lund. 

## Territorio y organización
La diócesis extendía su jurisdicción sobre los fieles católicos de rito latino residentes en el distrito de Viborg en la región de Jutlandia Central; y en la ciudad de Aalborg y los hundreds de Fleskum, Hornum, Hellum, Hindsted, Aars, Gislum y Slet en el distrito de Aalborg en la región de Jutlandia Septentrional. Los hundreds de Gjerlev, Onsild, Nörhald y Stövring en el distrito de Randers inicialmente pertenecían también a la diócesis de Viborg, pero fueron transferidos a la diócesis de Aarhus en 1396. Desde el 29 de abril de 1953 el área es parte de la diócesis de Copenhague.
La sede de la diócesis se encontraba en la ciudad de Viborg, en donde se hallaba la Catedral de Nuestra Señora, remplazada completamente en 1896 por la actual Catedral de Nuestra Señora, que pertenece a la Iglesia del Pueblo Danés.
En Viborg la diócesis supervisó el convento benedictino de San Botolph, un convento franciscano, un convento dominico, así como los hospitales de San Miguel y del Espíritu Santo. Había un convento benedictino adicional y un convento franciscano en Aalborg que también estaban bajo el dominio de la diócesis. La abadía cisterciense de Vidskild, la abadía agustina de Grinderslev y el convento agustino de Asmild estaban todos ubicados en la diócesis, además del convento benedictino de Sibber y los hospitales de Tesdrup y Karup.

## Historia
La diócesis de Viborg fue erigida en 1060 con parte del territorio de la diócesis de Ribe.
El primer obispo de Viborg, Herbert, ocupó el cargo hasta principios del siglo XII. En 1080 el rey Canuto IV de Dinamarca dotó al obispado y al cabildo catedralicio. Este último estaba formado por Canónigos Regulares de San Agustín.
El segundo obispo de Viborg, Svend I, fue ahogado por el conde de Stade en el río Elba. Su sucesor, el obispo Eskild, fue ejecutado de manera similar durante los maitines en la iglesia de Santa Margarita, siguiendo una orden del rey Erico II de Dinamarca.
Originalmente sufragánea de la arquidiócesis de Hamburgo-Bremen, en 1104 se convirtió en sufragánea de arquidiócesis de Lund, ciudad que era parte del Reino de Dinamarca. 
Circa 1130 el obispo Eskild comenzó la construcción de la catedral diocesana.

### Reforma protestante
Como conclusión de la guerra del Conde, el 6 de agosto de 1536 Cristián III entró en Copenhague y en la noche del 12 de agosto llevó a cabo un golpe de Estado durante el cual fue capturado el arzobispo Torbern Bille de Lund junto con dos obispos que estaban en la ciudad. Luego los demás obispos del reino fueron detenidos. El rey convocó una asamblea de notables en Copenhague el 20 de octubre de 1536, en la que se decidió que los obispos debían ser depuestos y sus bienes confiscados en beneficio de la corona.
El 2 de setiembre de 1537 el rey Cristián III firmó el Ordinatio ecclesiastica regnorum Daniae et Norwegiae et ducatuum Slesvicencis, Holtsatiae etc. etc., por el que en el Reino de Dinamarca y Noruega las diócesis fueron convertidas en superintendencias luteranas, suplantando formalmente a las diócesis católicas. Jacob Schøning fue nombrado superintendente de Viborg sin haber sido consagrado obispo, por lo que esa Iglesia no continuó la sucesión apostólica. 
El obispo Jørgen Friis fue el último obispo católico de la diócesis en comunión con la Santa Sede. Durante su mandato, las predicaciones luteranas de Hans Tausen ganaron popularidad en Viborg y amenazaron la autoridad del obispo. Para 1530 la catedral de Viborg había sido reclamada por los protestantes y se perdió para la diócesis católica. Friis dejó su puesto en Viborg y se dirigió al castillo Hald, en donde más tarde fue encarcelado en 1536. Sólo fue puesto en libertad después de declarar el 9 de agosto de 1538 que quería aceptar el nuevo estado. Murió en 1547, quedando de hecho suprimida la diócesis católica habiendo sido prohibido el catolicismo en el reino. La superintendencia de Viborg fue renombrada diócesis de Viborg de la Iglesia del Pueblo Danés.

## Episcopologio
- Herbert † (circa 1065/1070-8 de abril? falleció)
- Svend I † (?-1112 falleció)
- Eskild † (1115-20 de octubre de 1133 falleció)
- Svend II † (1133-30 de marzo de 1150 falleció)
- Niels I † (1152-1191 falleció)
- Asher † (1192-1209 falleció)
- Ascot † (1209-1214 falleció)
- Thorstan † (?-circa 1220 falleció)
- Gunner, O.Cist. † (1222-25 de agosto de 1251 falleció)
- Niels II † (1251-1267 renunció)
- Peder I, O.F.M. † (1267-? renunció)
- Laurentius † (circa 1287-? falleció)
- Peder II † (20 de abril de 1298-1325 falleció)
- Tyge † (antes de 1326-después de 1330)
- Peder III † (antes de 1345-después de 1361)
- Jakob † (1368-1396 falleció)
- Lago Glob † (3 de julio de 1396-?)
- Hermann † (26 de agosto de 1429-?)
- Thorleiv Olavsson † (1440-14 de abril de 1451 nombrado obispo de Bergen)
- Canute Mikkelsen † (14 de abril de 1451-1477 falleció)
- Niels Glob † (20 de noviembre de 1478-1498 falleció)
- Niels Friis † (4 de diciembre de 1498-1508 falleció)
- Erik Kaas † (31 de enero de 1509-1520 falleció)
- Jörgen Friis † (7 de enero de 1521-1547 falleció)